# 아프가니스탄 아메리칸 대학교

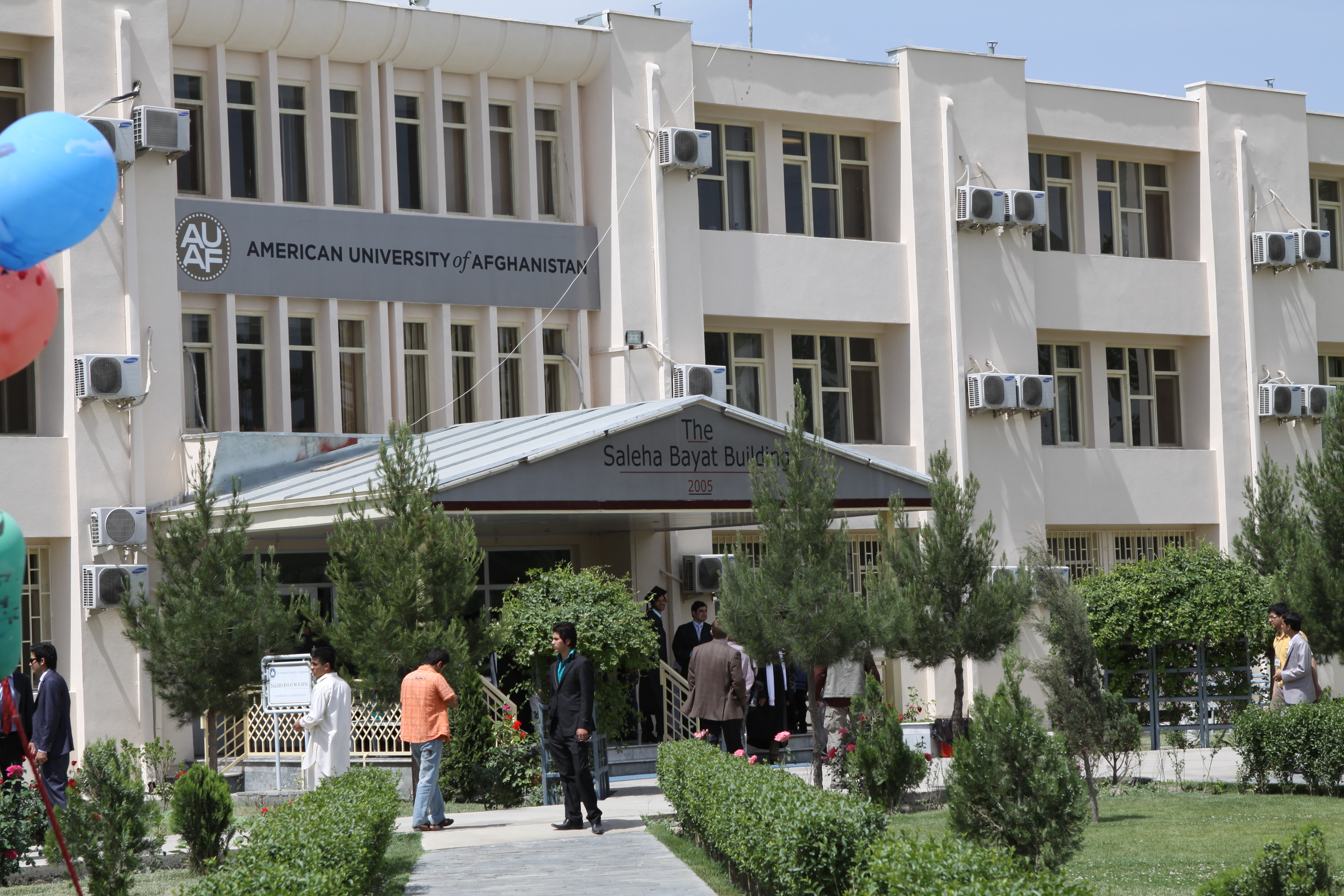

아프가니스탄 아메리칸 대학교(다리어: پوهنتون امریکایی افغانستان) (AUAF)는 아프가니스탄 최초의 사립 비영리 고등 교육기관이다. 2004년에 인가되어, AUAF는 MBA 과정, 4개의 학사 학위 과정, 그리고 평생교육과 직업 개발 훈련 과정을 운영하고 있다.